# Wereldkampioenschap superbike van Kyalami 2001
Het wereldkampioenschap superbike van Kyalami 2001 was de tweede ronde van het wereldkampioenschap superbike 2001. De races werden verreden op 1 april 2001 op het Circuit Kyalami nabij Midrand, Zuid-Afrika. Tijdens het weekend kwam enkel het WK superbike in actie, het wereldkampioenschap Supersport was niet aanwezig op het circuit.

## Superbike

### Race 1
| Pos | Nr  | Rijder              | Constructeur | Rondes | Tijd        | Grid | Punten |
| --- | --- | ------------------- | ------------ | ------ | ----------- | ---- | ------ |
| 1   | 1   | Colin Edwards       | Honda        | 25     | 43:17.222   | 3    | 25     |
| 2   | 21  | Troy Bayliss        | Ducati       | 25     | +1.848      | 2    | 20     |
| 3   | 3   | Troy Corser         | Aprilia      | 25     | +4.156      | 4    | 16     |
| 4   | 155 | Ben Bostrom         | Ducati       | 25     | +9.768      | 1    | 13     |
| 5   | 5   | Akira Yanagawa      | Kawasaki     | 25     | +13.506     | 8    | 11     |
| 6   | 4   | Pierfrancesco Chili | Suzuki       | 25     | +32.699     | 7    | 10     |
| 7   | 6   | Gregorio Lavilla    | Kawasaki     | 25     | +35.252     | 11   | 9      |
| 8   | 55  | Régis Laconi        | Aprilia      | 25     | +35.513     | 9    | 8      |
| 9   | 11  | Rubén Xaus          | Ducati       | 25     | +41.956     | 10   | 7      |
| 10  | 24  | Stéphane Chambon    | Suzuki       | 25     | +49.721     | 16   | 6      |
| 11  | 35  | Giovanni Bussei     | Ducati       | 25     | +51.503     | 12   | 5      |
| 12  | 36  | Broc Parkes         | Ducati       | 25     | +53.418     | 13   | 4      |
| 13  | 33  | Robert Ulm          | Ducati       | 25     | +1:04.241   | 17   | 3      |
| 14  | 52  | James Toseland      | Ducati       | 25     | +1:17.800   | 14   | 2      |
| 15  | 20  | Marco Borciani      | Ducati       | 25     | +1:18.148   | 15   | 1      |
| 16  | 22  | Lucio Pedercini     | Ducati       | 25     | +1:18.160   | 18   |        |
| 17  | 27  | Bertrand Stey       | Honda        | 25     | +1:24.571   | 22   |        |
| 18  | 31  | Michele Malatesta   | Kawasaki     | 25     | +1:33.094   | 23   |        |
| 19  | 99  | Steve Martin        | Ducati       | 25     | +1:43.523   | 20   |        |
| 20  | 46  | Mauro Sanchini      | Ducati       | 25     | +1:43.836   | 19   |        |
| 21  | 51  | Martin Craggill     | Ducati       | 24     | +1 ronde    | 24   |        |
| 22  | 41  | Ludovic Holon       | Kawasaki     | 24     | +1 ronde    | 25   |        |
| 23  | 25  | Javier Rodríguez    | Honda        | 24     | +1 ronde    | 26   |        |
| 24  | 23  | Jiří Mrkývka        | Ducati       | 24     | +1 ronde    | 27   |        |
| DNF | 100 | Neil Hodgson        | Ducati       | 11     | Uitgevallen | 5    |        |
| DNF | 7   | Juan Borja          | Yamaha       | 11     | Ongeluk     | 21   |        |
| DNF | 8   | Tadayuki Okada      | Honda        | 5      | Uitgevallen | 6    |        |

### Race 2
| Pos | Nr  | Rijder              | Constructeur | Rondes | Tijd         | Grid | Punten |
| --- | --- | ------------------- | ------------ | ------ | ------------ | ---- | ------ |
| 1   | 155 | Ben Bostrom         | Ducati       | 25     | 43:13.513    | 1    | 25     |
| 2   | 21  | Troy Bayliss        | Ducati       | 25     | +4.305       | 2    | 20     |
| 3   | 3   | Troy Corser         | Aprilia      | 25     | +12.551      | 4    | 16     |
| 4   | 100 | Neil Hodgson        | Ducati       | 25     | +17.340      | 5    | 13     |
| 5   | 11  | Rubén Xaus          | Ducati       | 25     | +18.234      | 10   | 11     |
| 6   | 55  | Régis Laconi        | Aprilia      | 25     | +18.832      | 9    | 10     |
| 7   | 6   | Gregorio Lavilla    | Kawasaki     | 25     | +32.113      | 11   | 9      |
| 8   | 4   | Pierfrancesco Chili | Suzuki       | 25     | +38.828      | 7    | 8      |
| 9   | 35  | Giovanni Bussei     | Ducati       | 25     | +43.682      | 12   | 7      |
| 10  | 24  | Stéphane Chambon    | Suzuki       | 25     | +48.876      | 16   | 6      |
| 11  | 36  | Broc Parkes         | Ducati       | 25     | +1:02.689    | 13   | 5      |
| 12  | 33  | Robert Ulm          | Ducati       | 25     | +1:10.353    | 17   | 4      |
| 13  | 31  | Michele Malatesta   | Kawasaki     | 25     | +1:14.585    | 23   | 3      |
| 14  | 22  | Lucio Pedercini     | Ducati       | 25     | +1:16.396    | 18   | 2      |
| 15  | 27  | Bertrand Stey       | Honda        | 25     | +1:19.116    | 22   | 1      |
| 16  | 46  | Mauro Sanchini      | Ducati       | 25     | +1:20.554    | 19   |        |
| 17  | 99  | Steve Martin        | Ducati       | 25     | +1:32.479    | 20   |        |
| DNF | 20  | Marco Borciani      | Ducati       | 24     | Uitgevallen  | 15   |        |
| DNF | 52  | James Toseland      | Ducati       | 17     | Uitgevallen  | 14   |        |
| DNF | 1   | Colin Edwards       | Honda        | 15     | Uitgevallen  | 3    |        |
| DNF | 23  | Jiří Mrkývka        | Ducati       | 15     | Uitgevallen  | 27   |        |
| DNF | 51  | Martin Craggill     | Ducati       | 9      | Uitgevallen  | 24   |        |
| DNF | 8   | Tadayuki Okada      | Honda        | 7      | Uitgevallen  | 6    |        |
| DNF | 41  | Ludovic Holon       | Kawasaki     | 4      | Uitgevallen  | 25   |        |
| DNF | 25  | Javier Rodríguez    | Honda        | 2      | Uitgevallen  | 26   |        |
| DNF | 5   | Akira Yanagawa      | Kawasaki     | 1      | Ongeluk      | 8    |        |
| DNS | 7   | Juan Borja          | Yamaha       | 0      | Niet gestart | 21   |        |

## Tussenstanden na wedstrijd

### Superbike
| Pos | Nr  | Rijder           | Team     | Punten |
| --- | --- | ---------------- | -------- | ------ |
| 1   | 3   | Troy Corser      | Aprilia  | 82     |
| 2   | 21  | Troy Bayliss     | Ducati   | 80     |
| 3   | 155 | Ben Bostrom      | Ducati   | 54     |
| 4   | 1   | Colin Edwards    | Honda    | 48     |
| 5   | 6   | Gregorio Lavilla | Kawasaki | 45     |

1998 · 1999 · 2000 · 2001 · 2002 · 2009 · 2010